# Dubai Creek Tower
Dubai Creek Tower (en árabe: برج خور دبي‎) es una torre de observación sostenida en construcción localizada en Dubái (Emiratos Árabes Unidos), cuya altura final será de 745 m, siendo la segunda estructura más alta del mundo, después del rascacielos Burj Khalifa.
El proyecto es liderado por el arquitecto español Santiago Calatrava. Se esperaba concluir la construcción de la torre, que presidirá el complejo turístico y financiero Dubai Creek Harbour, antes de 2020, cuando la ciudad acojera la Exposición Universal. Pero su contruccíon se detuvo hasta 2024.
La torre albergará miradores en su parte superior, que ofrecerán vistas panorámicas de Dubái.

## Concepción
La empresa de ingeniería que trabaja en el proyecto declaró que la nueva torre más alta de Dubái tendrá un faro de luz desde su pico en la noche. En la parte superior habrá un capullo de forma ovalada, que albergará diez plataformas de observación, incluida The Pinnacle Room, que ofrecerá vistas de 360 grados de la ciudad. Según un comunicado de la firma, el diseño incluye una red distintiva de soportes de cables de acero que se unen a un núcleo central de hormigón armado que alcanzará los cielos.

## Galería

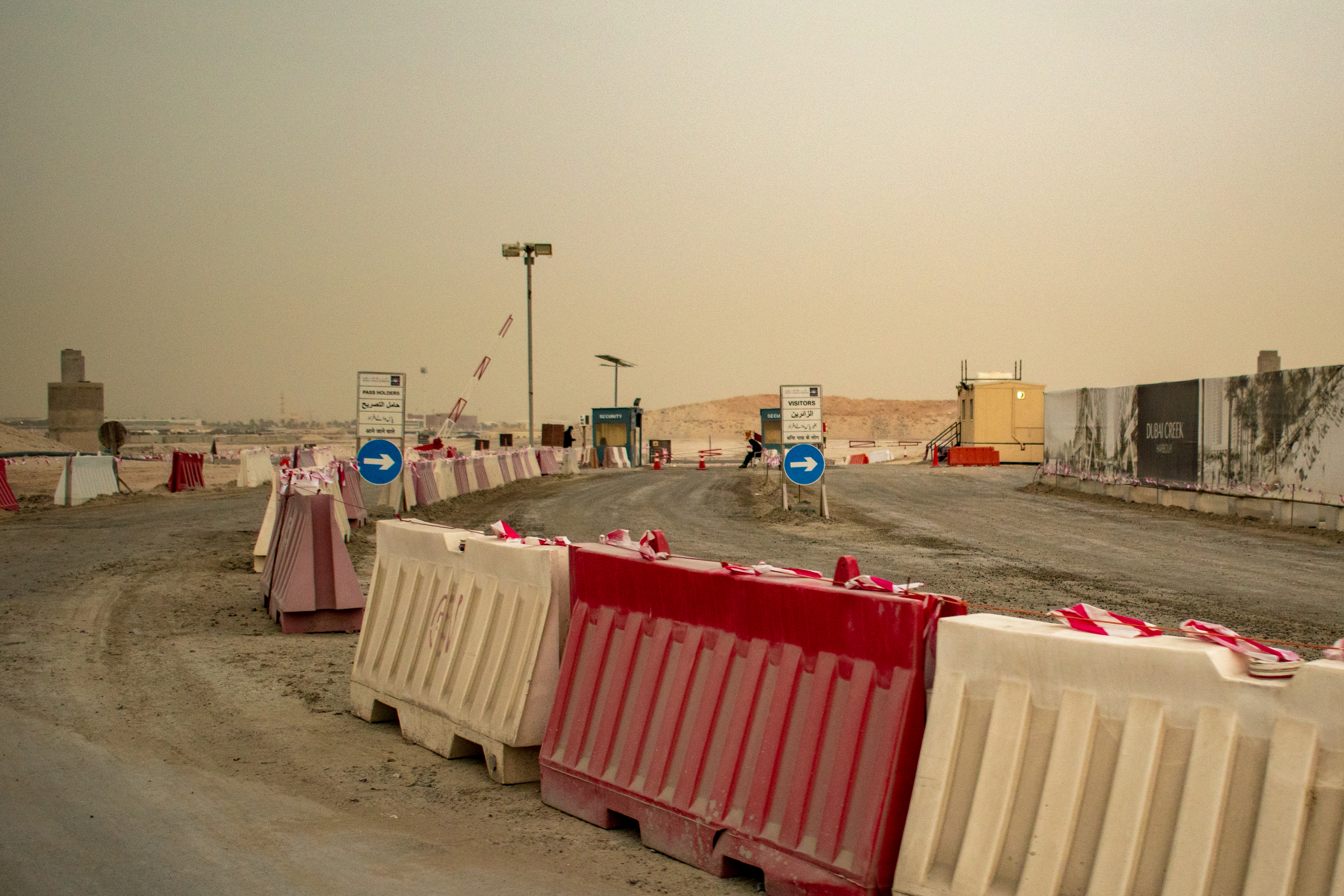
8 de Marzo de 2022